# Social bot

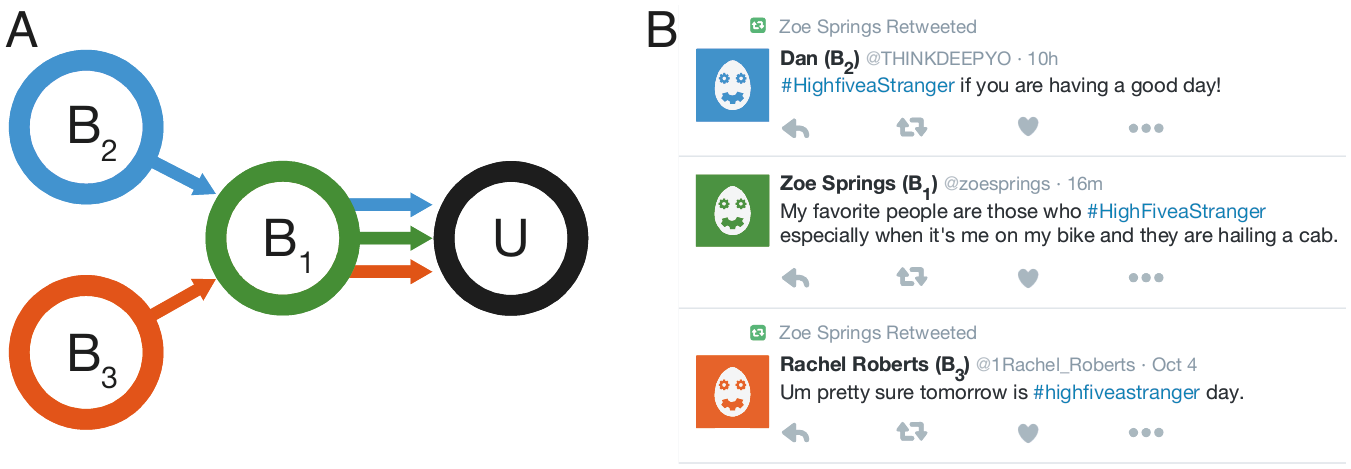
Illustration de la viralité sur Twitter en utilisant des Twitterbots

Un social bot (autres appellations : socialbot, socbot) est un type particulier de dialogueur utilisé sur les médias sociaux afin de générer des messages automatiques (ex. : des tweets), de faire office de « suiveur fantôme (en) » ou même d'entretenir un compte utilisateur. Les social bots sont ainsi généralement utilisés lors de campagnes publicitaires ou par des firmes de relations publiques,,.

## Historique
On retrace l'utilisation de social bots au moins depuis les élections législatives américaines de 2010.
Les social bots semblent avoir joué un rôle significatif au sein de la campagne lors de l'élection présidentielle américaine de 2016. On estime ainsi que 15 % de l'ensemble des interventions sur Twitter liées à cette élection auraient été réalisées par des bots. Ainsi, 400 000 bots auraient généré environ 3,8 millions de tweets, soit 19 % du volume total.
Les social bots ont également eu un rôle important dans le vote du Brexit en juin 2016 ou encore les élections fédérales allemandes.

## Exemples
Les Twitterbots (en) sont des exemples bien connus de social bots. D'un autre côté, les agents autonomes (en), utilisés notamment sur Facebook, le sont moins.